# La Sylphide
Pour les articles homonymes, voir Sylphide (homonymie).
La Sylphide est une œuvre du ballet romantique créée le 12 mars 1832 par Filippo Taglioni à l'Opéra de Paris, sur un livret d'Adolphe Nourrit inspiré du conte de Charles Nodier, Trilby (1822), et une musique de Jean Schneitzhoeffer. Marie Taglioni y interprète le premier rôle, entourée de Joseph Mazilier et de Lise Noblet.
En 1836, Auguste Bournonville en donne une  version à Copenhague, avec Lucile Grahn dans le rôle 

## Argument

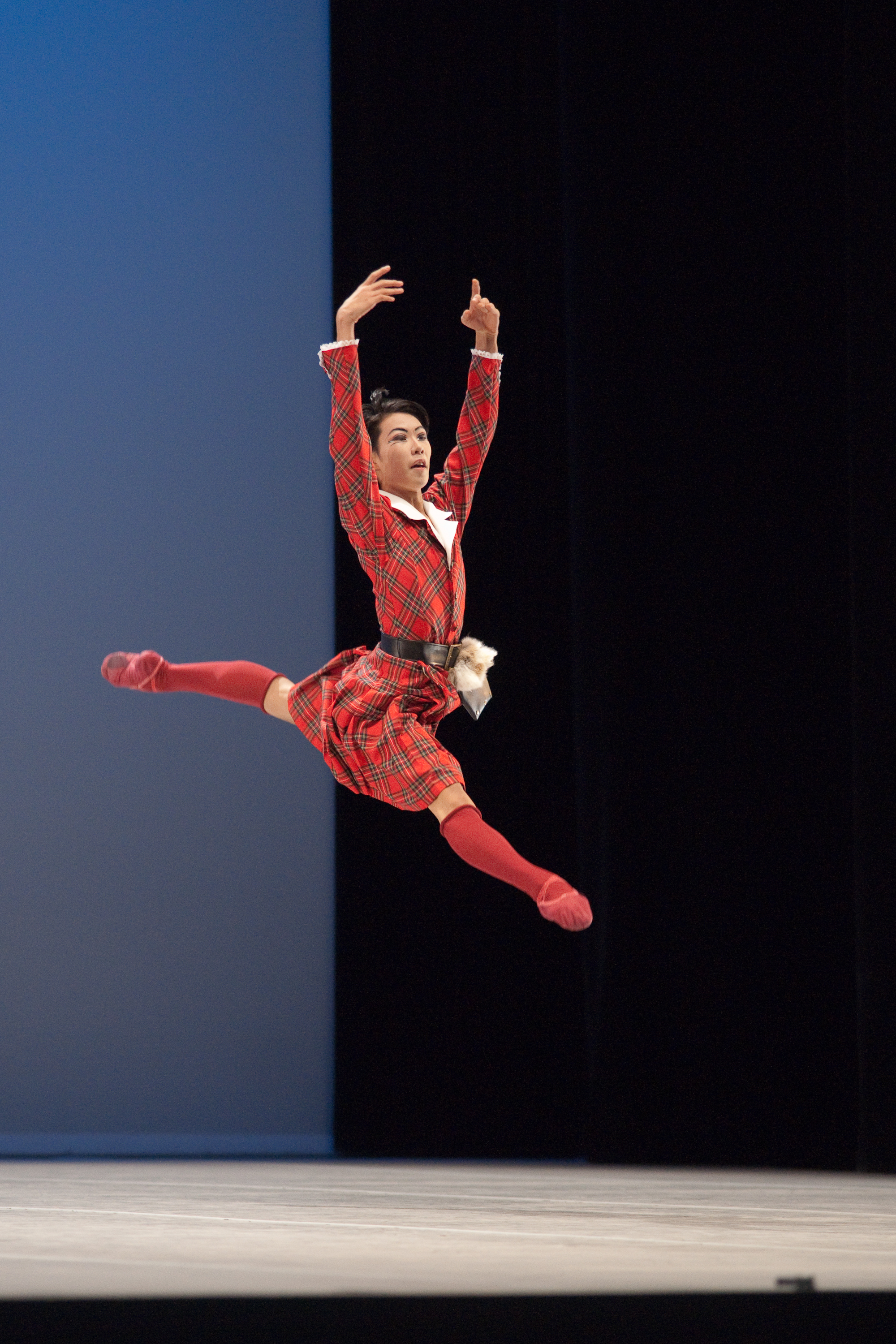
Variation extraite de La Sylphide au Prix de Lausanne, 2010.

La Sylphide raconte l'histoire d'un jeune Écossais, James, qui est aimé par une sylphide, que lui seul peut voir. Mais James est fiancé, et le jour de son mariage, la sylphide s'empare de l'alliance destinée à sa fiancée et s'enfuit dans les bois. James la poursuit et oublie sa fiancée dans la forêt. James rencontre alors une vieille sorcière qu'il avait jadis chassée et qui est bien décidée à se venger. Elle lui donne un voile, qui devrait lui permettre de capturer la sylphide, mais ce voile est empoisonné et fait perdre ses ailes et sa vie à la sylphide. James, dans un immense chagrin, aperçoit au loin son ancienne fiancée qui se marie avec son rival et le cortège funèbre de la sylphide. Il meurt : le mal a triomphé.
Le livret de 1832 donne la distribution suivante :
- La Sylphide : Mlle Taglioni
- James Reuben, paysan écossais : M. Mazilier
- Anne Reuben, sa mère : Mlle Brocard
- Effie, paysanne, nièce d'Anne : Mlle Noblet
- Gurn, paysan écossais : M. Élie
- La vieille Madge, sorcière : Mme Élie
- Sylphides : Mme Alexis, Mlle Leroux, Mlle Perceval
- Sorcière : Mlle Roland

Le corps de ballet, représentant les Écossais, Écossaises, sorcières et sylphides, est composé de 70 danseurs et danseuses.

## Autour du ballet
Philippe Taglioni crée La Sylphide spécialement pour sa fille Marie, et prend notamment en compte les « défauts » de celle-ci : de longs bras et de longues jambes, de grandes mains, un corps un peu maigre et des orteils mal formés selon les critères de l’époque (mais ceux-ci étant en fait tous de la même longueur, ils permettent à la ballerine de tenir d'exceptionnels équilibres sur les pointes). Il chorégraphie donc ce ballet essentiellement sur la base de la technique italienne, associant à un jeu de jambes rapide des mouvements lents du buste et des bras. Marie Taglioni, qui connaissait déjà un certain succès, trouve là le rôle de sa vie et devient dès lors l'archétype de la danseuse éthérée, en opposition avec son éternelle rivale, la fougueuse Fanny Elssler.
Le triomphe du ballet est immédiat et, anecdote représentative de ce succès, être comparée à une sylphide devient pour les dames de l'époque le compliment ultime ; l'on assiste à la création d'un chapeau « sylphide », d'une pivoine « sylphide » et même d'un journal de mode du même nom. De même, les ventes de mousseline s'envolent : avec ce rôle, Marie Taglioni vient d'amorcer une révolution dans l'histoire du costume en portant ce qui peut être considéré comme le premier tutu, une robe de mousseline qui fait bouffer des jupons de crêpe.
La critique n'est pas en reste et porte la ballerine aux nues. Victor Hugo lui adressa un livre dédicacé de ces quelques mots : A vos pieds, à vos ailes. Théophile Gautier, quant à lui, écrivit : Elle nous montre des ronds de jambes et des ports de bras qui valent de longs poèmes.
Adèle Dumilâtre reprit le rôle de Marie Taglioni en 1841.

## Versions ultérieures
- 1836 : Auguste Bournonville (Copenhague), avec Lucile Grahn dans le rôle-titre et lui-même dans le rôle de James. Seul le sujet est commun, la musique de la version danoise est de Herman Severin Løvenskiold.
- 1892 : Marius Petipa (Saint-Pétersbourg), avec Varvara Nikitina et Pavel Gerdt. À cette occasion, Riccardo  Drigo ajoute  une danse écossaise, un pas pour les sylphides, un adage pour James et la sylphide et une variation pour le rôle titre qui fut ajouté lors d'une représentation du grand pas de Paquita comme variation pour une  soliste.
- 1946 : Victor Gsovsky (Paris, Théâtre des Champs-Élysées), avec Nina Vyroubova et Roland Petit.
- 1971 : Pierre Lacotte recrée entièrement ce ballet à partir de notes d'époque et, à la suite de la diffusion d'un téléfilm présentant Ghislaine Thesmar dans le rôle de la Sylphide et Michaël Denard dans celui de James, le ballet (dans sa version reconstituée) rentre au répertoire de l'Opéra de Paris en 1972.
- 1975 : Le ballet est donné au Teatro Colón de Buenos Aires, dans la version de l'opéra de Paris, avec l'orchestre et ballet du Teatro Colón, Ghislaine Thesmar et Michaël Denard.
- 2005 : Johan Kobborg recrée fidèlement pour le Royal Ballet la version d'Auguste Bournonville, incarnant avec Alina Cojocaru les deux personnages principaux ; à noter qu'il remontera en 2008 ce ballet au Bolchoï, avec Natalia Ossipova dans le rôle de la Sylphide.

## Discographie partielle
Différents enregistrements de la version de Lovenskjold sont disponibles :
- Orchestre philharmonique de Copenhague,  Ole Schmidt (dir.) - 1978 ; rééd. dans le coffret de 50 CD EMI consacré à la musique de ballet
- Royal Danish Orchestra, David Garforth (dir.) - Chandos, 1986
- Danish Radio Sinfonietta, Harry Damgaarden (dir.) - CPO, 1997

La version française de Schneitzhoëffer n'a jamais été enregistrée au disque ou en CD, et n'est disponible que sur certains DVD « en live », dont celui parrainé par l'Opéra de Paris avec une excellente prise de son et une splendide captation images.

## Captations vidéos en DVD
- Par l'Opéra de Paris, avec Aurélie Dupont dans le rôle de la Sylphide, et Mathieu Ganio dans celui de James.
- Par le Ballet royal danois, avec Lis Jeppesen et Nikolaj Hübbe.